# Michel Evéquoz
 (septembre 2012).
Si vous disposez d'ouvrages ou d'articles de référence ou si vous connaissez des sites web de qualité traitant du thème abordé ici, merci de compléter l'article en donnant les références utiles à sa vérifiabilité et en les liant à la section « Notes et références ».
Michel Evéquoz est un escrimeur suisse né le 8 novembre 1923 à Sion et mort le 10 juillet 2015 dans cette même ville. 
Il est le fondateur de la société d'escrime de Sion.

## Biographie
Michel Evéquoz est né à Sion le 8 novembre 1923. Il commence l'escrime sur le tard. Il fait ses premières armes durant la première moitié des années 1940, dans un petit club à l'Hôtel de la Planta. Mais c'est lorsqu'il s'inscrit au club d'escrime de Fribourg, en parallèle à ses études en droit, qu'il apprendra réellement ce sport. 
Il s'inscrit ensuite dans le club d'escrime militaire de Sion, dirigé par Francis Duret. Le club est alors principalement constitué d'officiers et de collégiens. Mais avec la fin de la guerre, Francis Duret se retrouve sans solde, et demande à Michel Evéquoz de reprendre le club. Celui-ci reformate entièrement le club sous forme de société sportive. 
Il crée le club sous sa forme actuelle, la Société d'escrime de Sion, en novembre 1945. Il continue de s'entraîner à Fribourg tout en s'occupant du club en parallèle. Celui-ci a tout d'abord du mal à démarrer, mais avec son titre de champion suisse au fleuret en 1953, puis à l'épée en 1956, Michel Evéquoz commence à apporter de la reconnaissance au club. L'année suivante, en 1957, il remporte les championnats suisses par équipes au nom du club aux côtés de Charles-Albert Ribordy et d'André Spahr.

### Famille
Michel Evéquoz est le père des trois frères escrimeurs Guy, Jean-Blaise et Grégoire Evéquoz.

## Club
- Société d'escrime de Sion

## Palmarès

### Championnats suisses
- Épée :
  -  1956 : Champion suisse individuel
  -  1957 : Champion suisse par équipes
  -  1958 : Champion suisse individuel

- Fleuret :
  -  1953 : Champion suisse individuel

### Championnats du monde
- 1953 Bruxelles : 3e par équipes épée hommes
- 1954 Rome : 3e par équipes épée hommes

### Championnats du monde universitaires
- 1948 Mérano : 1er par équipes épée hommes

### Championnats du monde militaires
- 1948 Vienne : Champion du monde militaire individuel à l'épée
- 1953 Bruxelles : 1er par équipe épée hommes